# Lidingö (đô thị)
Đô thị Lidingö (tiếng Thụy Điển: Lidingö kommun, tên bán chính thức được đặt tên như Lidingö stad) là một đô thị ngay phía đông của Stockholm ở hạt Stockholm ở phía đông miền trung Thụy Điển. Thủ phủ nằm ở thành phố Lidingö. Đô thị này là một phần của vùng đô thị thủ đô Stockholm.
Đô thị này chủ yếu nằm trên đảo Lidingö, nhưng cũng kết hợp một vài hòn đảo nhỏ hơn xung quanh, đặc biệt là các đảo nhỏ Fjäderholmarna trong quần đảo Stockholm.
Là một đô thị đảo nó không được hợp nhất với bất kỳ thực thể khác. Các hòn đảo nhỏ của Tranholmen tuy nhiên được chuyển giao cho đô thị Daneryd. Đô thị nông nghiệp đã được nâng thânhf một thị trấn (köping) vào năm 1910, thành phố vào năm 1926 và khu đô thị đơn nhất năm 1971.
Đô thị luôn luôn tự xem mình là Lidingö stad ("Thành phố Lidingö"). Đây là một quyết định được thực hiện bởi các hội đồng thành phố (kommunfullmäktige) năm 1992.